# Walter-Gropius-Gymnasium Selb
Das Walter-Gropius-Gymnasium Selb (kurz: WGG Selb) ist ein staatliches Gymnasium in Selb. Neben dem Luisenburg-Gymnasium Wunsiedel und dem Otto-Hahn-Gymnasium (Marktredwitz) ist es eines von drei Gymnasien im Landkreis Wunsiedel im Fichtelgebirge. Es unterhält einen naturwissenschaftlich-technologischen und einen sprachlichen Zweig.

## Geschichte
Im Jahre 1928 wurde mit Beginn des Schuljahres 1928/29 die Staatliche Realschule Selb eingerichtet. Seit 1965 trug die Schule die Bezeichnung Gymnasium Selb. Im Schuljahr 1957/58 war die Schule eine der Pionierschulen bei der Einführung der Fünftagewoche mit dem unterrichtsfreien Samstag, zudem war sie ab dem Schuljahr 1971/72 Modellschule (zusammen mit 23 anderen Schulen) für die Einführung der Kollegstufe. Der Modellversuch „Europäisches Gymnasium II“ wird seit dem Schuljahr 1999/2000 durchgeführt. Seit dem 1. Januar 2000 heißt die Schule Walter-Gropius-Gymnasium, benannt nach dem Architekten und Bauhaus-Gründer Walter Gropius.

## Aktivitäten
In der sechsten und siebten Jahrgangsstufe finden Skilager in Viehhofen statt. Zudem gibt es jedes Jahr einen Schullandheimaufenthalt in Pottenstein für die fünften Klassen, um sich wenige Wochen nach Schuljahresbeginn noch besser kennenzulernen. Einkehrtage werden für die neunte Klasse durchgeführt, die zehnte Klasse nimmt an einer Studienfahrt nach Hamburg teil. Die Abschlussfahrt führt nach Barcelona oder Griechenland; die Toskana war 2010 im Angebot. Im Jahr 2014 führte erstmals eine Abschlussfahrt in die türkische Stadt Istanbul. Das WGG ist eines der Gymnasien in Deutschland mit den meisten Schulfahrten.
Die Schülerzeitung des WGG ist der Auspuff. Beim Wettbewerb Crossmedia 2006 erhielt die Schulhomepage den ersten Preis. Der Astronomiekurs erstellte einen Planetenweg durch den Hammerwald.
Der Verein der Freunde des Walter-Gropius-Gymnasiums Selb, der aus ehemaligen Schülern, Lehrern, Schülereltern und Gönnern des Gymnasiums besteht, fördert die Schule und das schulische Zusammenleben sowohl ideell (beispielsweise mit der Veranstaltungsreihe Selber Gymnasiumsgespräche) als auch finanziell.

## Partnerschulen und Schüleraustausch
- Schüleraustausch mit dem Collège Frédéric Chopin in Aigurande und dem Collège Louis Pergaud in Sainte-Sévère, beide im französischen Département Indre; 2012 Schüleraustausch mit dem Lycée Jean Jaurès in Reims (Region Champagne-Ardennes)
- Pardubice/Tschechien